# Liste der Nummer-eins-Hits in den USA (1955)
Dies ist eine Liste der Nummer-eins-Hits in den von Billboard ermittelten Best-Sellers-in-Stores-Charts (Verkaufscharts) in den USA im Jahr 1955. In diesem Jahr gab es elf Nummer-eins-Singles und sechs Nummer-eins-Alben.

## Singles
| ← 1954 ← | Liste der Nummer-eins-Hits in den USA | Liste der Nummer-eins-Hits in den USA                          | Liste der Nummer-eins-Hits in den USA                                     | 1956 →                    |
| \| Zeitraum \| Wo. ges. \| Interpret \| Titel Autor(en) \| Zusätzliche Informationen \| \| (Zeitraum, Wochen auf Platz eins, Interpret, Titel, Autor[en], zusätzliche Informationen) \| \| \| \| \| \| ----------------------------------------------------------------------------------------- \| -------- \| -------------------------------------------------------------- \| ---------------------------------------------------------------------------- \| ------------------------- \| \| 4. Dezember 1954 – 21. Januar 1955 7 Wochen (insgesamt 7) \| 7 \| The Chordettes with Archie Bleyer & His Orchestra \| Mr. Sandman[1] Pat Ballard \| - \| \| 22. Januar 1955 – 4. Februar 1955 2 Wochen (insgesamt 2) \| 2 \| Joan Weber with Jimmy Carroll & His Orchestra \| Let Me Go, Lover[2] Ben Weisman, Jenny Lou Carson \| - \| \| 5. Februar 1955 – 11. Februar 1955 1 Woche (insgesamt 1) \| 1 \| The Fontane Sisters with Billy Vaughn & His Orchestra \| Hearts of Stone[3] Eddie Ray, Rudy Jackson \| - \| \| 12. Februar 1955 – 25. März 1955 6 Wochen (insgesamt 6) \| 6 \| The McGuire Sisters with Dick Jacobs & His Orchestra \| Sincerely[4] Alan Freed, Harvey Fuqua \| - \| \| 26. März 1955 – 29. April 1955 5 Wochen (insgesamt 5) \| 5 \| Bill Hayes with Archie Bleyer & His Orchestra \| The Ballad of Davy Crockett[5] George Bruns, Tom W. Blackburn \| - \| \| 30. April 1955 – 8. Juli 1955 10 Wochen (insgesamt 10) \| 10 \| Pérez Prado & His Orchestra & Billy Regis \| Cherry Pink and Apple Blossom White[6] Antoine Leonardi, Louiguy, Mack David \| - \| \| 9. Juli 1955 – 2. September 1955 8 Wochen (insgesamt 8) \| 8 \| Bill Haley & His Comets \| Rock Around the Clock[7] Jimmy De Knight, Max C. Freedman \| - \| \| 3. September 1955 – 7. Oktober 1955 5 Wochen (insgesamt 6) \| 6 \| Mitch Miller & His Orchestra & Chorus \| The Yellow Rose of Texas[8] Don George \| - \| \| 8. Oktober 1955 – 14. Oktober 1955 1 Woche (insgesamt 2) \| 2 \| The Four Aces feat. Al Alberts with Jack Pleis & His Orchestra \| Love Is a Many Splendored Thing[9] Sammy Fain, Paul Francis Webster \| - \| \| 15. Oktober 1955 – 21. Oktober 1955 1 Woche (insgesamt 6) \| 6 \| Mitch Miller & His Orchestra & Chorus \| The Yellow Rose of Texas Don George \| - \| \| 22. Oktober 1955 – 28. Oktober 1955 1 Woche (insgesamt 2) \| 2 \| The Four Aces feat. Al Alberts with Jack Pleis & His Orchestra \| Love Is a Many Splendored Thing Sammy Fain, Paul Francis Webster \| - \| \| 29. Oktober 1955 – 25. November 1955 4 Wochen (insgesamt 4) \| 4 \| Roger Williams with Glenn Osser & His Orchestra \| Autumn Leaves[10] Jacques Prévert, Joseph Kosma, Johnny Mercer \| - \| \| 26. November 1955 – 13. Januar 1956 7 Wochen (insgesamt 7) \| 7 \| Tennessee Ernie Ford with Jack Fascinato & His Orchestra \| Sixteen Tons[11] Merle Travis \| - \| |                                       |                                                                |                                                                           |                           |
| ← 1954 |                                       |                                                                |                                                                           | → 1956 →                  |
| Zeitraum | Wo. ges.                              | Interpret                                                      | Titel Autor(en)                                                           | Zusätzliche Informationen |
| (Zeitraum, Wochen auf Platz eins, Interpret, Titel, Autor[en], zusätzliche Informationen) |                                       |                                                                |                                                                           |                           |
| 4. Dezember 1954 – 21. Januar 1955 7 Wochen (insgesamt 7) | 7                                     | The Chordettes with Archie Bleyer & His Orchestra              | Mr. Sandman Pat Ballard                                                   | -                         |
| 22. Januar 1955 – 4. Februar 1955 2 Wochen (insgesamt 2) | 2                                     | Joan Weber with Jimmy Carroll & His Orchestra                  | Let Me Go, Lover Ben Weisman, Jenny Lou Carson                            | -                         |
| 5. Februar 1955 – 11. Februar 1955 1 Woche (insgesamt 1) | 1                                     | The Fontane Sisters with Billy Vaughn & His Orchestra          | Hearts of Stone Eddie Ray, Rudy Jackson                                   | -                         |
| 12. Februar 1955 – 25. März 1955 6 Wochen (insgesamt 6) | 6                                     | The McGuire Sisters with Dick Jacobs & His Orchestra           | Sincerely Alan Freed, Harvey Fuqua                                        | -                         |
| 26. März 1955 – 29. April 1955 5 Wochen (insgesamt 5) | 5                                     | Bill Hayes with Archie Bleyer & His Orchestra                  | The Ballad of Davy Crockett George Bruns, Tom W. Blackburn                | -                         |
| 30. April 1955 – 8. Juli 1955 10 Wochen (insgesamt 10) | 10                                    | Pérez Prado & His Orchestra & Billy Regis                      | Cherry Pink and Apple Blossom White Antoine Leonardi, Louiguy, Mack David | -                         |
| 9. Juli 1955 – 2. September 1955 8 Wochen (insgesamt 8) | 8                                     | Bill Haley & His Comets                                        | Rock Around the Clock Jimmy De Knight, Max C. Freedman                    | -                         |
| 3. September 1955 – 7. Oktober 1955 5 Wochen (insgesamt 6) | 6                                     | Mitch Miller & His Orchestra & Chorus                          | The Yellow Rose of Texas Don George                                       | -                         |
| 8. Oktober 1955 – 14. Oktober 1955 1 Woche (insgesamt 2) | 2                                     | The Four Aces feat. Al Alberts with Jack Pleis & His Orchestra | Love Is a Many Splendored Thing Sammy Fain, Paul Francis Webster          | -                         |
| 15. Oktober 1955 – 21. Oktober 1955 1 Woche (insgesamt 6) | 6                                     | Mitch Miller & His Orchestra & Chorus                          | The Yellow Rose of Texas Don George                                       | -                         |
| 22. Oktober 1955 – 28. Oktober 1955 1 Woche (insgesamt 2) | 2                                     | The Four Aces feat. Al Alberts with Jack Pleis & His Orchestra | Love Is a Many Splendored Thing Sammy Fain, Paul Francis Webster          | -                         |
| 29. Oktober 1955 – 25. November 1955 4 Wochen (insgesamt 4) | 4                                     | Roger Williams with Glenn Osser & His Orchestra                | Autumn Leaves Jacques Prévert, Joseph Kosma, Johnny Mercer                | -                         |
| 26. November 1955 – 13. Januar 1956 7 Wochen (insgesamt 7) | 7                                     | Tennessee Ernie Ford with Jack Fascinato & His Orchestra       | Sixteen Tons Merle Travis                                                 | -                         |

## Alben
| ← 1954 ← | Liste der Nummer-eins-Alben in den USA | Liste der Nummer-eins-Alben in den USA | Liste der Nummer-eins-Alben in den USA                                                   | 1956 →                    |
| \| Zeitraum \| Wo. ges. \| Interpret \| Titel \| Zusätzliche Informationen \| \| (Zeitraum, Wochen auf Platz eins, Interpret, Titel, zusätzliche Informationen) \| \| \| \| \| \| ------------------------------------------------------------------------------ \| -------- \| --------------- \| -------------------------------------------------------------------------------------------- \| ------------------------- \| \| 1. Januar 1955 – 4. März 1955 9 Wochen (insgesamt 36) \| 36 \| Mario Lanza \| Mario Lanza Sings the Hit Songs from The Student Prince and Other Great Musical Comedies[12] \| - \| \| 5. März 1955 – 18. März 1955 2 Wochen (insgesamt 4) \| 4 \| Jackie Gleason \| Jackie Gleason Presents Music, Martinis and Memories[13] \| - \| \| 19. März 1955 – 27. Mai 1955 10 Wochen (insgesamt 36) \| 36 \| Mario Lanza \| Mario Lanza Sings The Hit Songs from The Student Prince and Other Great Musical Comedies \| - \| \| 28. Mai 1955 – 10. Juni 1955 2 Wochen (insgesamt 2) \| 2 \| Crazy Otto \| Crazy Otto[14] \| - \| \| 11. Juni 1955 – 22. Juli 1955 6 Wochen (insgesamt 6) \| 6 \| Sammy Davis Jr. \| Starring Sammy Davis Jr.[15] \| - \| \| 23. Juli 1955 – 5. August 1955 2 Wochen (insgesamt 2) \| 2 \| Jackie Gleason \| Jackie Gleason Presents Lonesome Echo[16] \| - \| \| 6. August 1955 – 30. Dezember 1955 21 Wochen (insgesamt 21) \| 21 \| Doris Day \| Love Me or Leave Me[17] \| - \| |                                        |                                        |                                                                                          |                           |
| ← 1954 |                                        |                                        |                                                                                          | → 1956 →                  |
| Zeitraum | Wo. ges.                               | Interpret                              | Titel                                                                                    | Zusätzliche Informationen |
| (Zeitraum, Wochen auf Platz eins, Interpret, Titel, zusätzliche Informationen) |                                        |                                        |                                                                                          |                           |
| 1. Januar 1955 – 4. März 1955 9 Wochen (insgesamt 36) | 36                                     | Mario Lanza                            | Mario Lanza Sings the Hit Songs from The Student Prince and Other Great Musical Comedies | -                         |
| 5. März 1955 – 18. März 1955 2 Wochen (insgesamt 4) | 4                                      | Jackie Gleason                         | Jackie Gleason Presents Music, Martinis and Memories                                     | -                         |
| 19. März 1955 – 27. Mai 1955 10 Wochen (insgesamt 36) | 36                                     | Mario Lanza                            | Mario Lanza Sings The Hit Songs from The Student Prince and Other Great Musical Comedies | -                         |
| 28. Mai 1955 – 10. Juni 1955 2 Wochen (insgesamt 2) | 2                                      | Crazy Otto                             | Crazy Otto                                                                               | -                         |
| 11. Juni 1955 – 22. Juli 1955 6 Wochen (insgesamt 6) | 6                                      | Sammy Davis Jr.                        | Starring Sammy Davis Jr.                                                                 | -                         |
| 23. Juli 1955 – 5. August 1955 2 Wochen (insgesamt 2) | 2                                      | Jackie Gleason                         | Jackie Gleason Presents Lonesome Echo                                                    | -                         |
| 6. August 1955 – 30. Dezember 1955 21 Wochen (insgesamt 21) | 21                                     | Doris Day                              | Love Me or Leave Me                                                                      | -                         |

## Jahreshitparaden
| ← 1954 ← | Liste der Nummer-eins-Hits in den USA | Liste der Nummer-eins-Hits in den USA | Liste der Nummer-eins-Hits in den USA | 1956 →   |
| \| Singles \| Position# \| Alben \| \| ------------------------------------------------------------------------------------------------------------------------------- \| --------- \| ----- \| \| Cherry Pink and Apple Blossom White Pérez Prado & His Orchestra & Billy Regis Antoine Leonardi, Louiguy, Mack David \| 1 \| … \| \| Rock Around the Clock Bill Haley & His Comets Jimmy De Knight, Max C. Freedman \| 2 \| … \| \| The Yellow Rose of Texas Mitch Miller & His Orchestra & Chorus Don George \| 3 \| … \| \| Autumn Leaves Roger Williams with Glenn Osser & His Orchestra Jacques Prévert, Joseph Kosma, Johnny Mercer \| 4 \| … \| \| Unchained Melody Les Baxter & His Orchestra & Chorus Alex North, Hy Zaret \| 5 \| … \| \| The Ballad of Davy Crockett Bill Hayes with Archie Bleyer & His Orchestra George Bruns, Tom W. Blackburn \| 6 \| … \| \| Love Is a Many Splendored Thing The Four Aces feat. Al Alberts with Jack Pleis & His Orchestra Sammy Fain, Paul Francis Webster \| 7 \| … \| \| Sincerely The McGuire Sisters with Dick Jacobs & His Orchestra Alan Freed, Harvey Fuqua \| 8 \| … \| \| Ain’t That a Shame Pat Boone with Orchestra & Chorus Antoine Domino, Dave Bartholomew \| 9 \| … \| \| Dance with Me, Henry (Wallflower) Georgia Gibbs with Hugo Peretti & His Orchestra Johnny Otis, Hank Ballard, Etta James \| 10 \| … \| |                                       |                                       |                                       |          |
| ← 1954 |                                       |                                       |                                       | → 1956 → |
| Singles | Position#                             | Alben                                 |                                       |          |
| Cherry Pink and Apple Blossom White Pérez Prado & His Orchestra & Billy Regis Antoine Leonardi, Louiguy, Mack David | 1                                     | …                                     |                                       |          |
| Rock Around the Clock Bill Haley & His Comets Jimmy De Knight, Max C. Freedman | 2                                     | …                                     |                                       |          |
| The Yellow Rose of Texas Mitch Miller & His Orchestra & Chorus Don George | 3                                     | …                                     |                                       |          |
| Autumn Leaves Roger Williams with Glenn Osser & His Orchestra Jacques Prévert, Joseph Kosma, Johnny Mercer | 4                                     | …                                     |                                       |          |
| Unchained Melody Les Baxter & His Orchestra & Chorus Alex North, Hy Zaret | 5                                     | …                                     |                                       |          |
| The Ballad of Davy Crockett Bill Hayes with Archie Bleyer & His Orchestra George Bruns, Tom W. Blackburn | 6                                     | …                                     |                                       |          |
| Love Is a Many Splendored Thing The Four Aces feat. Al Alberts with Jack Pleis & His Orchestra Sammy Fain, Paul Francis Webster | 7                                     | …                                     |                                       |          |
| Sincerely The McGuire Sisters with Dick Jacobs & His Orchestra Alan Freed, Harvey Fuqua | 8                                     | …                                     |                                       |          |
| Ain’t That a Shame Pat Boone with Orchestra & Chorus Antoine Domino, Dave Bartholomew | 9                                     | …                                     |                                       |          |
| Dance with Me, Henry (Wallflower) Georgia Gibbs with Hugo Peretti & His Orchestra Johnny Otis, Hank Ballard, Etta James | 10                                    | …                                     |                                       |          |